# 真人快打 (電影)
《真人快打》（英語：Mortal Kombat）是一部2021年美國武俠奇幻電影，由賽門·麥奎德執導，大衛·卡拉漢和格雷格·羅素（Greg Russo）編劇。本片改編自埃德·波恩和約翰·托比亞斯創作的同名遊戲系列，為《魔宮帝國》系列電影的重啟作。主演包括路易斯·譚、林路迪、黃經漢、真田廣之、淺野忠信、潔西卡·麥克納米、喬許·羅森、麥卡德·布魯克斯和喬·塔斯利姆。
《真人快打》由華納兄弟影業於2021年4月23日美國上映，同日上線HBO Max。續集《真人快打II》預定2025年10月24日於美國上映。

## 剧情
17世纪的日本，中國刺客組織「林鬼」血洗仇家日本忍者氏族白井流，日本白井流的忍者波佐治半藏原已金盆洗手並與妻兒隱居，卻被林鬼成員避寒率隊屠殺全家。眼見妻兒成為冰雕的半藏憤怒地殺光刺客，最終卻不敵避寒，重傷而死後被帶往地獄界（Netherrealm）。雷电姍姍來遲，只得将半藏遺留的女婴带到安全地方。
時間來到現代，外世界已在九场死亡锦标赛“真人快打”中击败地球界，只要再贏一場，外世界便能正大光明的攻佔地球界。然而，一名上古的预言家突然复活，声称波佐志半藏的血将团结新一代的地球守护者，抵抗外世界的入侵。外世界的巫师尚宗得知预言，派遣已成為林鬼大師，號稱「绝对零度」的避寒前去地球界，赶在下一场比赛开始前，杀掉身上带有独特龙形标记的地球守护者。与此同时，前综合格斗冠军科爾·楊剛打輸了一場比賽，賽後特种部队少校杰克森·“贾克斯”·布里吉斯找到科爾，並在與他搭話後得知其身上天生具有奇怪的龍形胎記。不久後科爾和家人遭遇避寒襲擊，贾克斯開車前来营救，讓科爾一家逃往安全處找搭档刀锋索尼娅避難，自己则留下来对付绝对零度，结果双臂卻被绝对零度冰封後打碎。
科爾追到索尼娅的藏身处，索尼娅说自己和贾克斯正在调查真人快打與龍形胎記的真相，並帶科爾見了被自己俘虜的雇佣兵卡諾。表示她親眼看到卡諾殺害了她好不容易找到龍形標記擁有者後，标记便转移到他身上。突然，尚宗的刺客蜥蜴人袭击藏身处，卡諾趁機靠著蜥蜴人的腐蝕液解開手銬，與科爾、索尼娅聯手掏出他的心臟。聽聞卡諾知道如何參加真人快打後，一行人前往雷电的神庙，遇到地球守护者劉康和空佬，两人带他们去见雷电，但雷电对新人的态度不友好。众人发现贾克斯获雷电营救，装了一套机械臂。尚宗带绝对零度和梅蓮娜袭击神庙，雷电发动护盾抵挡。索尼娅激勵贾克斯重新投入战斗，科爾和卡諾則交由刘康和空佬安排訓練以取得龙标者的特殊超能力“奥术”。
卡諾和空佬争执的时候，突然激發奥术能力，但同样刻苦训练的科爾卻依舊沒能取得奥术。雷电对科爾的进展很失望，允许他回家，但透漏他就是波佐志的后代。尚宗召集绝对零度、梅莲娜、瑞科、妮塔拉、戈洛、卡巴再度突袭神庙。卡巴说服卡諾反叛去关掉神庙的护盾，外世界的袭击者便趁機大舉入侵。空佬杀掉妮塔拉，同时贾克斯也成功唤醒奥术能力。此时，科爾一家遭戈洛袭击，危急時科爾唤醒奥术能力杀掉戈洛，並趕回神庙營救夥伴。眼看戰局不利，雷电将地球守卫者們传送到世界縫隙间的虚空，让無法出手的尚宗和绝对零度很生气。另一边，空佬在绝对零度的攻击下竭力保护科爾，牺牲了自己，灵魂被尚宗取走。
科爾哀悼完空佬，计划以雷电的傳送能力令外世界侵略者和地球守護者們单挑，最後再联手击败绝对零度，迫使尚宗出面阻止比赛。雷电同意他的计划，並交給他半藏當年使用的苦无，之后將守護者們各自传送到目的地。刘康和贾克斯击败卡巴和瑞科，索尼娅杀死卡諾继承他的龙标记並取得奥术能力後，立刻協助科爾击杀梅莲娜。这时绝对零度绑架科爾家人，诱使他和自己单挑。科爾一开始屈居下风，但此時科爾的血幻化成苦无，释放困在地獄界的波佐志半蔵，半藏化身為复仇心切的魔蠍。半藏發現科爾是他的后代，便帮助他用地狱火烧死绝对零度，救出他的家人。半藏感谢科爾释放他，要他繼續守護波佐志的血统。之後在雷电和其他守护者抵达前就离开了。
尚宗赶到现场，将手下的尸体带回外世界，发誓要报仇。雷电則宣布要为下场比赛备戰，安排幸存的守护者去招募勇士。於是科爾带着这条訊息，前去洛杉矶寻找好莱坞巨星強尼·凱吉。

## 演員
- 路易斯·譚飾演科爾·楊（Cole Young）
- 潔西卡·麥克納米飾演刀鋒索尼婭（英语：Sonya Blade）
- 喬許·羅森飾演卡諾（英语：Kano (Mortal Kombat)）
- 麥卡德·布魯克斯（英语：Mehcad Brooks）飾演賈克斯（英语：Jax (Mortal Kombat)）
- 林路迪飾演劉康（英语：Liu Kang）
- 黃又亮（英语：Max Huang）飾演空佬（英语：Kung Lao）
- 淺野忠信飾演雷電（英语：Raiden (Mortal Kombat)）
- 黃經漢飾演尚宗（英语：Shang Tsung）
- 喬·塔斯利姆飾演絕對零度（英语：Sub-Zero (Mortal Kombat)）
- 真田廣之飾演魔蠍（英语：Scorpion (Mortal Kombat)）
- 西西·斯金格（Sisi Stringer）飾演梅蓮娜（英语：Mileena）
- 艾麗莎·卡德威爾（Elissa Cadwell）飾演妮塔拉
- 瑪蒂爾達·金貝爾（Matilda Kimber）飾演艾蜜莉·楊（Emily Young）
- 蘿拉·布蘭特（英语：Laura Brent）飾演愛莉森·楊（Alison Young）
- 奈森·瓊斯（英语：Nathan Jones (wrestler)）飾演瑞科
- 丹尼爾·尼爾森（Daniel Nelson）飾演卡巴（英语：Kabal (Mortal Kombat)）（動作和特技）
  - 達蒙·海瑞曼配音卡巴
- 安格斯·桑普森（英语：Angus Sampson）飾演戈洛（英语：Goro (Mortal Kombat)）（配音）

## 製作

### 發展
2010年，導演凱文·坦查隆發行了一部名為《真人快打：重生》的八分鐘《真人快打》短片。隨後坦查隆確認雖然短片完全是非官方的，但短片由謠言為重啟的第三部《真人快打》電影撰寫劇本的歐倫·烏澤爾（Oren Uziel）編劇。2011年9月，新線影業和華納兄弟宣佈，坦查隆已簽約執導《真人快打》長篇電影。該片由烏澤爾編劇，電影分級瞄準為R級（限制級）。拍攝工作預計將於2012年3月開始，預算預估低於1億美元（預計在4000至5000萬美元之間），並預定在2013年上映。但由於受預算限制導致製作延遲，坦查隆開始製作網路劇《真人快打：遺產》第二季，直到預算問題得到解決。然而，在2013年10月，坦查隆退出了該計畫。
2015年8月，溫子仁簽約擔任電影的製片人。2016年11月，賽門·麥奎德被聘為該片的導演，而格雷格·羅素（Greg Russo）撰寫劇本。2019年2月，羅素宣佈劇本已經完成。2019年5月，宣佈該電影系列的重啟作已經進入前期製作，預計將在南澳大利亞州進行拍攝，並定於2021年3月5日上映。2019年7月，羅素確認電影將是一部R級電影。

### 選角
2019年7月，喬·塔斯利姆加盟並飾演角色絕對零度。8月，麥卡德·布魯克斯、淺野忠信、西西·斯金格（Sisi Stringer）和林路迪加盟劇組，分別飾演賈克斯、雷電、梅蓮娜和劉康。同月底，喬許·羅森、潔西卡·麥克納米、黃經漢和真田廣之加盟劇組，分別飾演加納、刀鋒索尼婭、尚宗和魔蠍，路易斯·譚也加盟演出。9月，宣佈 黃又亮飾演空佬。

### 拍攝
主體拍攝於2019年9月16日開始，拍攝地點包括阿得雷德工作室（Adelaide Studios）以及南澳大利亞州的其他地點進行。

## 發行
《真人快打》原定於2021年3月5日在美國上映。2020年12月，宣佈電影延期至2021年4月16日上映，並於上映當日同時在HBO Max上線。2021年3月，宣佈電影延期至2021年4月23日上映；台灣、香港以及澳門於2021年4月8日率先上映。美國電影分級為R級；台灣分級為輔導15級；香港及澳門電影分級分別為III級和D組（兩者皆為只准18歲或以上人士觀看）。

### 評價
爛番茄根據295條評論，本片獲得54%的新鮮度，平均得分5.4／10，觀眾投票獲得86%的分數，平均得分為4.3／5。在Metacritic上，本片獲得44分。

### 票房
| 上一届： 《哥吉拉大戰金剛》 | 2021年美國週末票房冠軍 第17週 | 下一届： 《鬼滅之刃劇場版 無限列車篇》 |

## 續集
制片人托德·加纳向Collider透露可能会有一部以強尼·凱吉为中心的独立电影。塔斯林表示已签订系列电影的合约，若重启作品获得成功，可能会有四部作品。麦奎德称愿意回归执导续集，称第一部拍摄的时候，自己被禁止在片场讨论续集的事情，好专心制作第一部。联合编剧罗素向Collider表示自己将重制作品当成三部曲看待，第一部讲比赛前，第二部讲比赛中，第三部讲比赛后。世界摔角娛樂WWE米兹表示愿意饰演強尼·凱吉一角，得到游戏创始人埃德·布恩的力挺。

## 外部連結
- 互联网电影数据库（IMDb）上《真人快打》的资料（英文）
- Box Office Mojo上《真人快打》的資料（英文）
- 爛番茄上《真人快打》的資料（英文）
- AllMovie上《真人快打》的资料（英文）
- Metacritic上《真人快打》的資料（英文）
- 開眼電影網上《真人快打》的資料（繁體中文）
- Yahoo奇摩電影上《真人快打》的資料（繁體中文）
- 雅虎香港電影上《真人快打》的資料（繁體中文）
- 时光网上《真人快打》的資料（简体中文）
- 豆瓣电影上《真人快打》的資料 （简体中文）